# 森永正比古
森永 正比古（もりなが まさひこ、1923年（大正12年）11月 - 不明）は、日本の元警察官僚。内閣調査室長（現・内閣情報官）、北海道警察本部長などをつとめた。

## 来歴・人物
佐賀県出身。明治大学法学部卒業。
1949年（昭和24年）に入省後、政府委員、兵庫県警察本部警務部長、警察庁刑事局参事官などを経て、1975年（昭和50年）北海道警察本部長、1977年（昭和52年）警察庁刑事局保安部長、1979年（昭和54年）には、日本政府の情報機関を代表し統括する、第11代内閣官房内閣調査室長（現・内閣情報官）に就任。同職は現在では、官僚機構のトップである事務次官級の役職とされており、公安畑の経歴がない中で異例の抜擢とされた。
1980年（昭和55年）に退官した。

## 役職
- 三井信託銀行顧問